# فرودگاه زومبا
فرودگاه زومبا (انگلیسی: Zomba Airport) یک فرودگاه در کشور مالاوی است.
از این فروگاه که استفاده‌های نظامی و عمومی می‌شود دارای یک باند آسفالت به طول ۱٬۲۵۰ متر می‌باشد و ارتفاع آن از سطح دریا ۸۰۸ متر است